# Il guardiano del faro (romanzo)
Il guardiano del faro (titolo originale Fyrvaktare) è un romanzo giallo della scrittrice svedese Camilla Läckberg pubblicato in Svezia nel 2009.
È il settimo libro della serie che ha per protagonisti la scrittrice Erica Falck e il poliziotto Patrik Hedström.
La prima edizione del romanzo è stata pubblicata nell'anno 2014 da Marsilio.

## Trama
Fjällbacka, 1870. La giovane serva Emelie lavora nel podere dei genitori del coetaneo Karl. Quando il ragazzo le chiede la mano, l'incredula ragazza accetta, nonostante le ammonizioni di un'amica: parrebbe che il ragazzo sia stato fatto tornare in fretta e furia per qualche misterioso motivo dalla nave-faro su cui lavorava per venire spedito nella sinistra isola di Gråskär, ove è presente un faro. La giovane non ascolta i consigli, sposa Karl e si trasferisce con lui e l'aiutante Julian a Gråskär, luogo su cui aleggiano delle leggende (è soprannominata dai residenti di Fjällbacka "isola degli spettri"). Man mano che il tempo passa, la giovane si sorprende del fatto che il marito non l'abbia mai sfiorata: una notte azzarda delle avances ma lui la respinge sprezzantemente. Rassegnata, Emelie si limita alle faccende domestiche. L'aiutante guardiano sembra essere ancora più ostile del marito, non rivolgendole mai nemmeno una parola. La giovane ascolta alcuni bisbiglii fra i due che riguardano la famiglia di Karl e alcune non meglio specificate richieste del padre. Una notte costringono la ragazza a bere acquavite e, quando è ubriaca, viene stuprata dal marito. Emelie si ritrova incinta di un maschietto. Durante la gravidanza rimane ospite della zia di Karl a Fjällbacka: quando la ragazza chiede lumi sugli strani comportamenti del marito e dell'aiutante, la donna, scura in volto, tergiversa. A Emelie non resta che tornare a Gråskär, ove grazie al piccolo Gustav (che viene anch'egli ignorato da Karl) sembra trovare quella serenità che il marito le ha fatto sempre mancare.
2008. In una notte d'inizio estate, Annie percorre con la sua vettura la strada della costa occidentale che collega Stoccolma all'arcipelago di Fjällbacka. A bordo c'è anche il figlio e i due si stanno recando a Gråskär, l'isola la cui vecchia casa del guardiano del faro apparteneva alla famiglia della donna. La leggenda vuole che nell'isola si aggirino degli spettri, ma ad Annie, che sta guidando con le mani sporche di sangue, non importa. Nel frattempo a Fjällbacka Patrik Hedström è rientrato da poco in servizio, lasciando Erica ad occuparsi dei gemelli nati da pochi mesi. Patrik si sta occupando dell'omicidio di un dirigente comunale del settore finanze, Mats Sverin, ucciso in casa con un colpo di pistola alla nuca. Mats era compagno di liceo di Erica e Annie: con quest'ultima ebbe anche una relazione, prima che lei si trasferisse, a diciannove anni, a Stoccolma. I detective di Tanum scoprono che Sverin lavorava presso un'associazione di sostegno a donne maltrattate di Göteborg; inoltre l'uomo subì un violento pestaggio da parte di una banda di motociclisti: per quale motivo? Subito dopo l'aggressione – indagano i detective, coadiuvati dai colleghi di Göteborg e Stoccolma – Mats si dimise dall'associazione e tornò a Fjällbacka, dove trovò l'impiego al comune di Tanum e dove aveva saputo dai genitori che anche Annie era tornata, e aveva incontrato la donna sull'isola la notte prima di venire ucciso. Intanto anche Fredrik, marito di Annie, pezzo grosso del narcotraffico svedese, è stato trovato morto, crivellato di colpi di pistola, nel letto della loro faraonica casa di Stoccolma. Erica, spinta dalla sua proverbiale curiosità, indaga sulle leggende che si narrano sull'isola del faro: scopre che quasi un secolo e mezzo prima l'ultimo guardiano vissuto lì scomparve nel nulla assieme alla moglie, al figlio in tenera età e all'aiutante; i ricercatori trovarono la casa lasciata come se i quattro si fossero assentati momentaneamente, con tutti gli oggetti personali lasciati ordinatamente al loro posto. Non furono mai trovati i corpi e la barca era ancora ormeggiata al piccolo molo dell'isola. A tutto ciò si aggiunge la faccenda della ristrutturazione e inaugurazione del vecchio hotel di Fjällbacka grazie a un investimento del comune di Tanum e di due faccendieri, i fratelli Vivianne e Anders Berkelin, dal passato misterioso: Sverin non era convinto di alcuni passaggi finanziari dell'affare e il giorno prima ne aveva parlato con Anders. Chi sono la donna e il bambino che Annie vede (o crede di vedere) con la coda dell'occhio aggirarsi per l'isola? Chi è la ragazza la cui foto viene trovata nell'appartamento di Mats? L'uomo si era creato una serie di inimicizie ed Erica e Patrik, indagando parallelamente su diverse piste, scoprono infine l'orrore celato dietro l'omicidio. Non scopriranno invece il terribile destino di Emelie, l'infelice sposa del guardiano del faro.

## Personaggi

### Inquirenti
- Patrik Hedström: detective della stazione di polizia di Tanumshede.
- Martin Molin: detective di Tanum.
- Gösta Flygare: detective di Tanum.
- Annika Jansson: segretaria di Tanum.
- Paula Morales: detective di Tanum.
- Bertil Mellberg: commissario di Tanum.
- Petra Janssen: detective dell'anticrimine di Stoccolma.
- Konrad Spetz: collega di Petra.
- Ulf Karlgren: detective di Göteborg.

### Personaggi principali
- Erica Falck: scrittrice, moglie di Patrik.
- Erling W. Larson: sindaco di Tanum.
- Mats Sverin: responsabile settore finanze del comune di Tanum.
- Annie Wester: ex compagna di liceo di Erica e Mats.
- Vivianne Berkelin: donna d'affari, è socia e finanziatrice del comune di Tanum per un importante progetto.
- Anders Berkelin: fratello e socio di Vivianne; i due hanno un trascorso di maltrattamenti in famiglia.

### Personaggi secondari
- Fredrik Wester: marito di Annie, imprenditore di Stoccolma nel settore enologico, in realtà boss del narcotraffico.
- Leila Sundgren: titolare dell'associazione a tutela di donne maltrattate "Fristad" di Göteborg, ove lavorava Mats.
- Stefan Ljungberg: capo di una banda criminale di motociclisti di Göteborg.
- Madeleine: una delle donne aiutata dalla "Fristad".

### Isola di Gråskär (1870-75)
- Karl Jacobsson: guardiano del faro.
- Julian Sontag: aiutante guardiano.
- Emelie: moglie di Karl.
- Gustav: figlio di Karl ed Emelie.

## Edizioni
- Camilla Lackberg, Il guardiano del faro, traduzione di Laura Cangemi, Marsilio, 2014. ISBN 978-88-317-1868-4.
- Camilla Lackberg, Il guardiano del faro, traduzione di Laura Cangemi, Marsilio, 2015. ISBN 978-88-317-2183-7.
- Camilla Lackberg, Il guardiano del faro, traduzione di Laura Cangemi, Universale Economica Feltrinelli, 2018. ISBN 978-88-317-4313-6.